# ليون د. رالف
ليون د. رالف (بالإنجليزية: Leon D. Ralph)‏ هو سياسي أمريكي، ولد في 20 أغسطس 1932 في الولايات المتحدة، وتوفي في 6 فبراير 2007 في نفس البلد. حزبياً، نشط في الحزب الديمقراطي. وقد انتخب عضو جمعية ولاية كاليفورنيا.